# 秦怡
秦怡（1922年1月31日—2022年5月9日），原名秦德和，女，祖籍江苏高邮，生于上海，中国大陆电影、话剧、电视剧演员，中国共产党党员。

## 生平

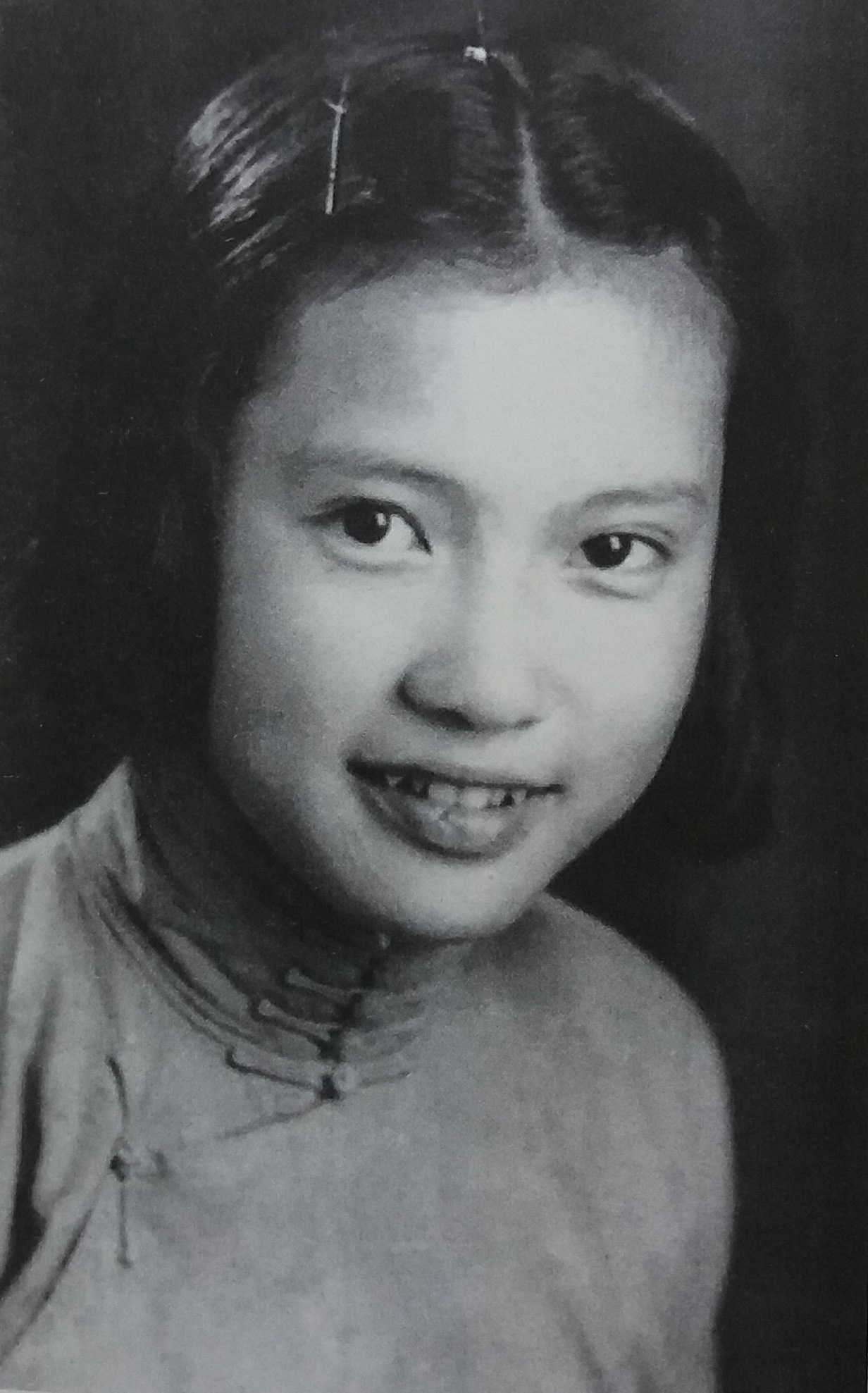
少年时代的秦怡

秦怡祖籍江苏省高邮县，是北宋婉约派词宗秦少游的33代孙。1922年出生于上海。秦怡遭逢抗日战争大環境下，於1938年趕赴重庆，成為中国电影制片厂的一名演员，1939年参演个人首部电影《好丈夫》。1941年，秦怡加入中国共产党领导的中华剧艺社，出演中华剧艺社的开锣戏《大地回春》，后来她又陆续参演《天国春秋》、《钦差大臣》、《董小宛》、《结婚进行曲》等话剧。秦怡与张瑞芳、白杨和舒绣文并称为“四大名旦”。周恩来曾称秦怡是“中国最美的女性”，奧斯卡影后費·唐納薇評價秦怡“最具有鲜明东方风格和中国民族气派的典型女性”。
1945年，抗日战争結束才回到上海，繼續演出多部电影，其中与赵丹一同主演的《遥远的爱》一片成为其电影成名作。
1949年，中华人民共和国建立后，秦怡进入上海电影制片厂担任演员，先后出演了《女篮五号》、《铁道游击队》等多部电影。
2009年，全國婦聯主辦第七屆中國十大女傑，秦怡與蔣敏、冼東妹、郭鳳蓮、李瑞英等人一同榮獲。曾任上海电影（集团）有限公司藝術委員會顧問。
2019年9月16日，被授予“人民艺术家”国家荣誉称号。
2022年5月9日于上海市华东医院去世，享耆寿100岁。

## 婚姻

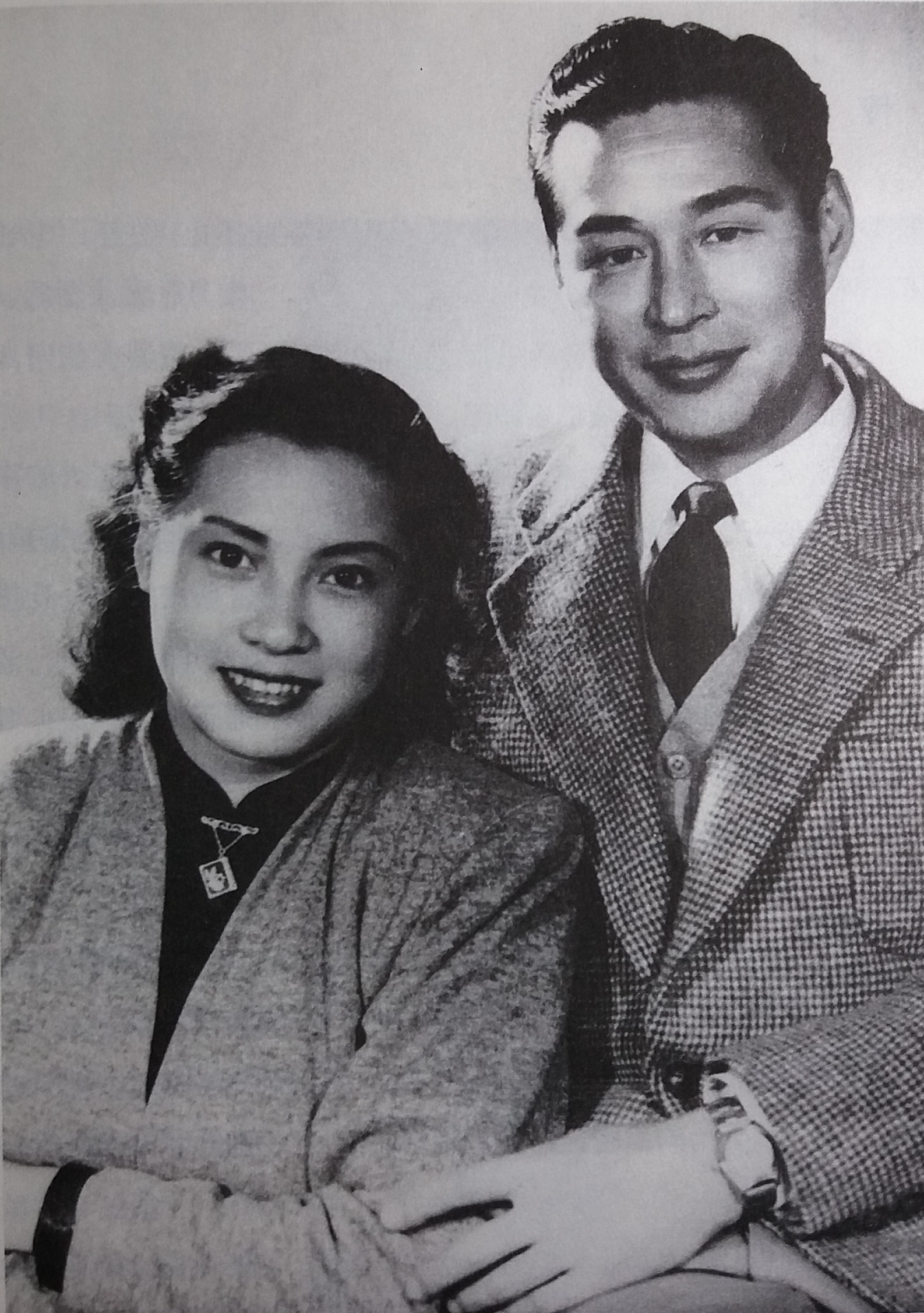
秦怡和金焰

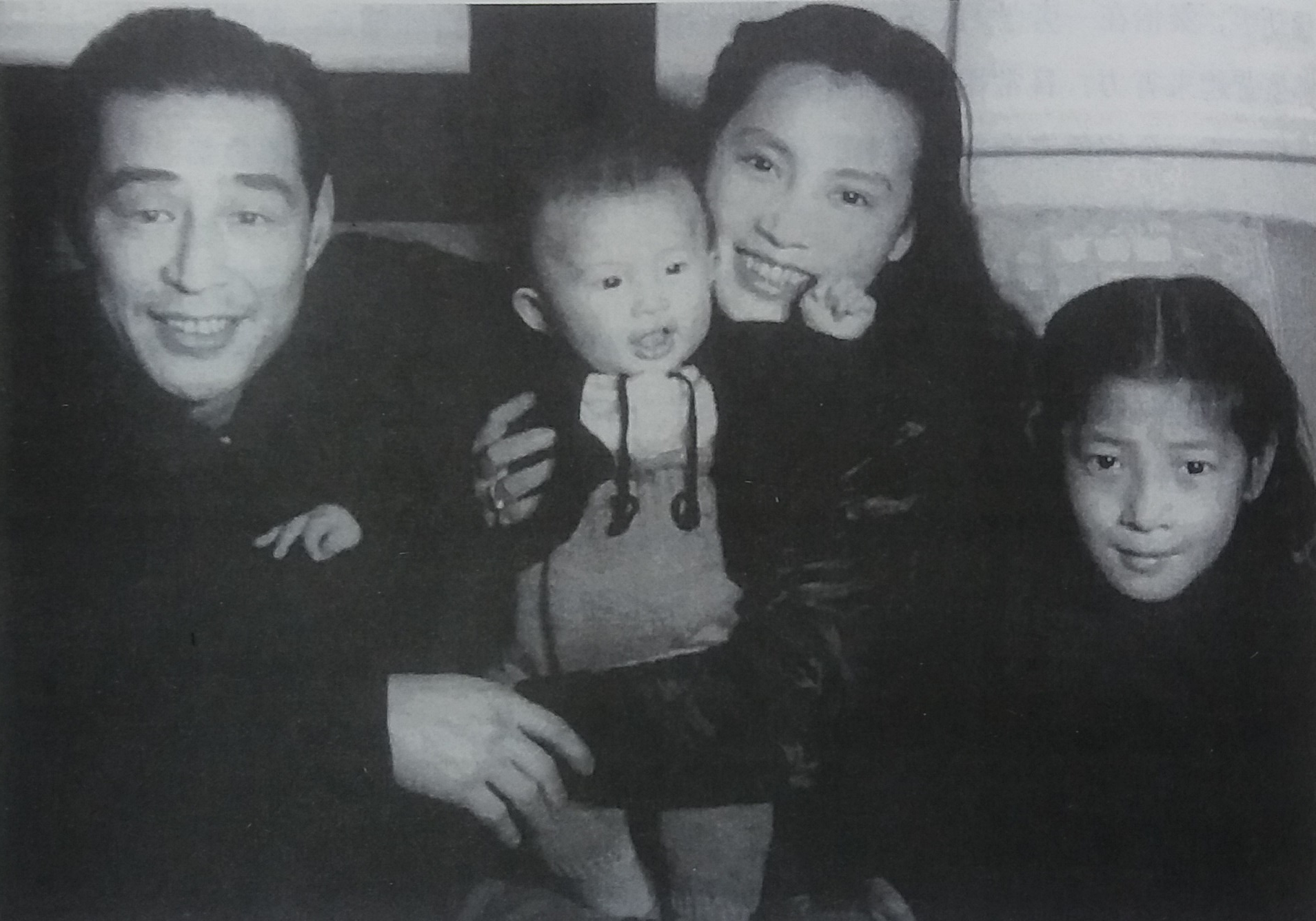
秦怡、金焰与儿子、女儿

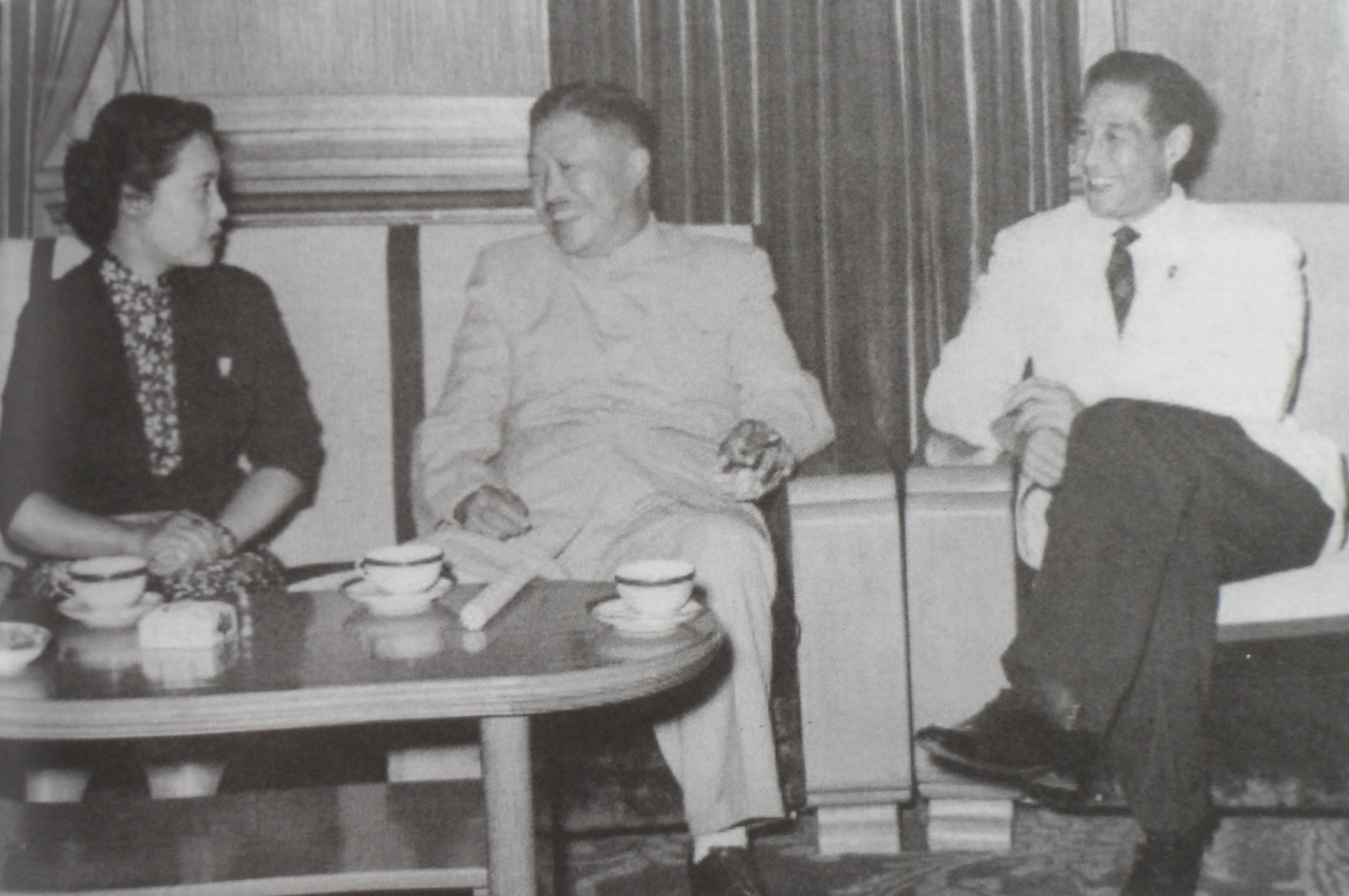
秦怡、金焰与贺龙元帅

1939年，秦怡与陈天国结婚，育有一女，后两人离婚。
1947年，秦怡再嫁与金焰，婚后育有一子。

## 獎項
- 1983年 第三屆中國電視金鷹獎: 優秀女演員（作品：《上海屋簷下》）
- 2009年 第七屆中國十大女傑
- 2009年 第二十七届中國電影金雞獎：终身成就奖
- 2011年7月，獲授予「全國優秀共產黨員」稱號
- 2019年9月16日，被授予“人民艺术家”国家荣誉称号[7]

## 外部連結
- 秦怡 商業印書館
- 上海文化名人 秦怡 解放網